# Хосе-Батлье-и-Ордоньес
Хосе-Батлье-и-Ордоньес (исп. José Batlle y Ordóñez) — небольшой город в северо-западной части департамента Лавальеха, на юго-востоке центральной части Уругвая.

## География
Расположен в 24 км к западу от деревни Сапикан, на границе с департаментом Флорида. Город находится при пересечении автомобильных дорог № 7 и № 14.

## История
Населённый пункт был основан 9 декабря 1883 года под названием Нико-Перес. Согласно постановлению № 3.148, 19 марта 1907 года был переименован в Хосе-Батлье-де-Ордоньес в честь президента Хосе Батлье-и-Ордоньеса.

## Население
Население по данным на 2011 год составляет 2203 человека.
| Год  | Население |
| ---- | --------- |
| 1908 | 5968      |
| 1963 | 2738      |
| 1975 | 2074      |
| 1985 | 2448      |
| 1996 | 2298      |
| 2004 | 2424      |
| 2011 | 2203      |

Источник: Instituto Nacional de Estadística de Uruguay